# Landaul
Landaul (in bretone: Landaol) è un comune francese di 1 946 abitanti situato nel dipartimento del Morbihan nella regione della Bretagna.

## Società

### Evoluzione demografica
Abitanti censiti